# Суперкубок Монголії з футболу 2016
Суперкубок Монголії з футболу 2016  — 6-й розіграш турніру. Матч відбувся 23 квітня 2017 року між чемпіоном Монголії клубом Ерчім та володар кубка Монголії клубом Хангарід.
| Володар Суперкубка Монголії 2016 |
| -------------------------------- |
|                                  |
| Ерчім Шостий титул               |

## Матч

### Деталі
| 23 квітня 2017 13:00 (EEST) |

| Хангарід          | 1:5 | Ерчім                                                       |
| ----------------- | --- | ----------------------------------------------------------- |
| Ц.Мунх-Ердене 69' |     | Б.Даваджав 24', 63' Шута М.Тугулдур 82' Г.Батделгерех 90+3' |

| Футбольний центр МФФ, Улан-Батор |